# Kasulu (huyện)
Kasulu là một huyện thuộc vùng Kigoma, Tanzania. Thủ phủ của huyện Kasulu đóng tại Kasulu Mjini. Huyện Kasulu có diện tích 9128 ki lô mét vuông. Đến thời điểm điều tra dân số ngày 25 tháng 8 năm 2002, huyện Kasulu có dân số 626742 người.